# Ulica Zacisze w Katowicach
Ulica Zacisze w Katowicach – ulica w katowickiej dzielnicy Śródmieście. Ulica rozpoczyna swój bieg od skrzyżowania z ulicą Wojewódzką. Biegnie około 65 metrów do budynku Akademii Muzycznej.

## Opis
Przy ulicy Zacisze 1 znajduje się zabytkowa kamienica, wpisana do rejestru zabytków 2 lipca 1992 (nr rej.: A/1472/92, obecnie A/1219/23); wzniesiona w 1937 roku w stylu funkcjonalizmu według projektu Stanisława Tabeńskiego; ochrona obowiązuje w obrębie działki. Przy ul. Zacisze 3 mieści się najstarsza wyższa uczelnia działająca na Górnym Śląsku – Akademia Muzyczna im. Karola Szymanowskiego. Na fasadzie budynku umieszczono tablicę upamiętniającą Konstantego Wolnego. Dnia 11 grudnia 2007 roku oddano do użytku Centrum Nauki i Edukacji Muzycznej „Symfonia” (proj. Tomasz Konior i Krzysztof Barysz), z salą koncertową na 470 widzów, o zmiennej aranżacji i akustyce, biblioteką i czytelnią, laboratorium dźwięku, salą do zajęć terapeutycznych, pracownią komputerową oraz bufetem studenckim. Centrum łączy się ze starym budynkiem przy ulicy Wojewódzkiej i budynkiem przy ulicy Zacisze, poprzez przestronne, przeszklone patio. Przy ul. Zacisze 2 swoją siedzibę ma Miejskie Przedszkole nr 36. Budynki pod numerami 2, 3 – willa Konstantego Wolnego i 5 (kamienica mieszkalna oraz budynki szkolne) zostały objęte ochroną konserwatorską.
W okresie Rzeszy Niemieckiej (do 1922 roku) i w latach niemieckiej okupacji Polski (1939–1945) ulica nosiła niemiecką nazwę Friedenstraße.